# Васюківка (Синельниківський район)
Васю́ківка — село в Україні, у Синельниківському районі Дніпропетровської області. Входить до складу Петропавлівської селищної громади. Населення становить 110 осіб.

## Географія
Село Васюківка розташоване на лівому березі річки Самара, вище за течією на відстані 2,5 км розташоване село Лугове, на протилежному березі — село Хороше. Річка в цьому місці звивиста, утворює лимани, стариці і заболочені озера. Поруч проходить автомобільна дорога Т 0424.

## Історія
За даними 1859 року Василівське було панським селом. 16 подвір'їв, 108 мешканців
До 2020 року орган місцевого самоврядування — Самарська сільська рада.
19 липня 2020 року, в результаті адміністративно-територіальної реформи та ліквідації  Петропавлівського району, село увійшло до складу новоутвореного Синельниківського району.

## Населення

### Мова
Розподіл населення за рідною мовою за даними перепису 2001 року:
| Мова       | Кількість | Відсоток |
| ---------- | --------- | -------- |
| українська | 104       | 94.55%   |
| російська  | 6         | 5.45%    |
| Усього     | 110       | 100%     |